# 구급 상자

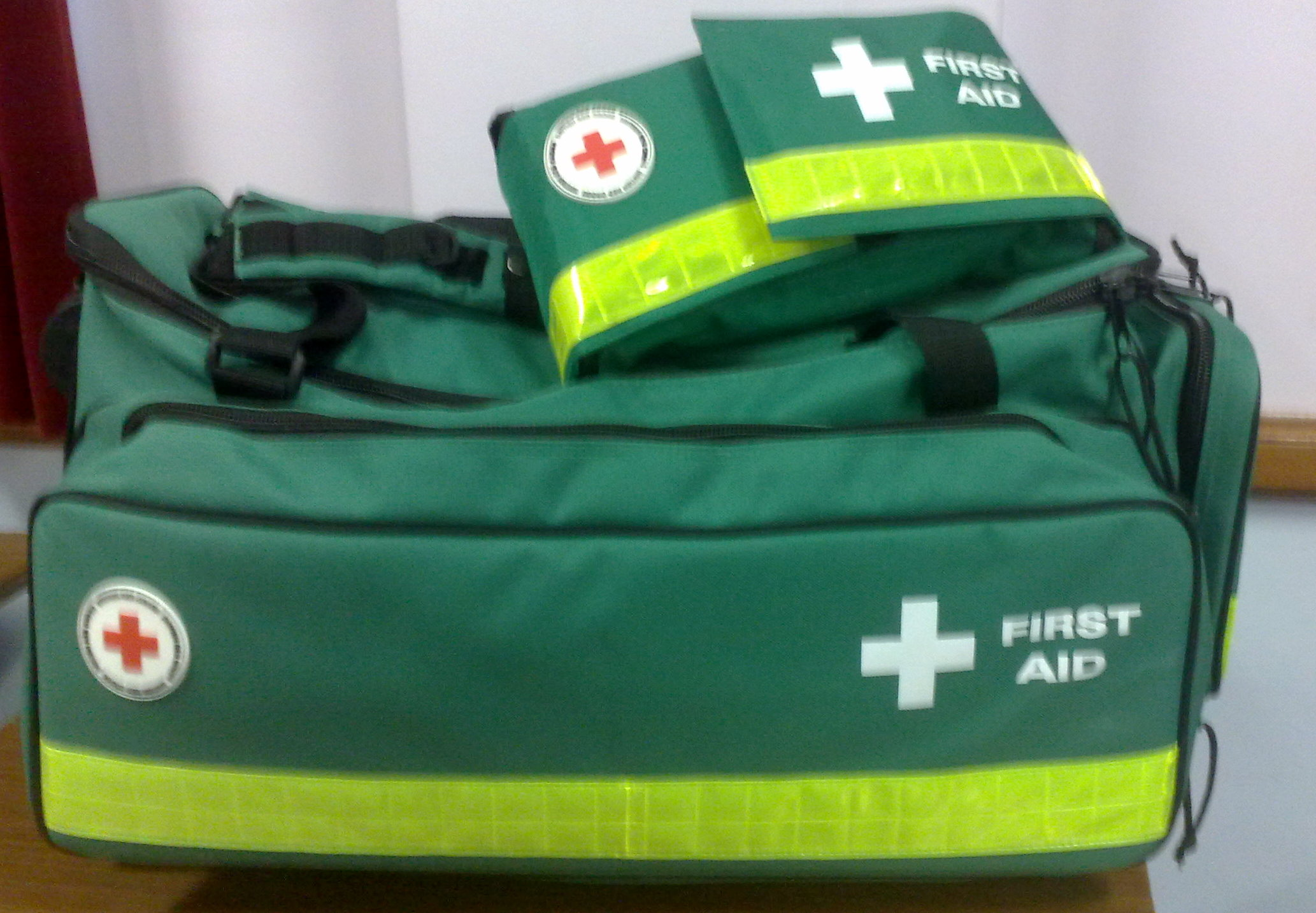
영국의 적십자 구급 상자

구급 상자(救急箱子, 영어: first aid kit), 구급함(救急函)은 응급처치를 하기 위한 물품과 장비의 모임이다. 건물에 미리 비치되어 있는 경우도 있고 개인이나 단체가 휴대하기도 한다.
구급 상자의 국제 표준은 응급처치에 대한 ISO 기호 (ISO 7010)로 인증을 받음을 의미하며 보통 녹색 배경에 흰 십자 모양으로 되어 있다. 그러나 모든 구급 상자들이 이 표준을 준수하는 것은 아니다.
모든 내용물이 안전하고 무균 상태로 유지할 수 있도록 구급 상자는 깨끗하면서 방수 처리되는 것을 권장한다.

## 내용물
구급 상자의 내용물에는 탈지면, 삼각천, 의료용 가위, 반창고, 붕대, 핀셋, 체온계, 면봉 등이 포함되어 있다.

## 표식

ISO 표준 기호
응급처치 기호의 대안
적십자 기호
스타 오브 라이프

## 같이 보기
- 외상
- 응급